# 34e congrès de la CDU
Le 34e congrès de la CDU  élit en 2022 le successeur d'Armin Laschet à la tête de l'Union chrétienne-démocrate d'Allemagne (CDU). Il se tient les 21 et 22 janvier 2022. Le 1er tour se tient du 4 au 16 décembre 2021 et le second tour du 29 décembre 2021 au 12 janvier 2022. Le vainqueur est intronisé les 21 et 22 janvier 2022. Pour la première fois dans l'histoire du parti, les adhérents élisent le président de leur formation politique ; jusque là votaient en effet des délégués.

## Résultats
|                          | Friedrich Merz           | 158 328 | 62,1  |  |  |
|                          | Norbert Röttgen          | 65 779  | 25,8  |  |  |
|                          | Helge Braun              | 30 850  | 12,1  |  |  |
|                          |                          |         |       |  |  |
| Votes en ligne           | Votes en ligne           | 132 638 | 52,0  |  |  |
| Votes par correspondance | Votes par correspondance | 122 319 | 48,0  |  |  |
| Participation            | Participation            | 254 957 | 66,02 |  |  |